# ناحیه الینگتون (شهرستان آدامز، ایلینوی)
ناحیه الینگتون، شهرستان آدامز، ایلینوی (به انگلیسی: Ellington Township) یک منطقهٔ مسکونی در ایالات متحده آمریکا است که در شهرستان آدامز، ایلینوی واقع شده‌است. ناحیه الینگتون ۲٬۸۵۵ نفر جمعیت دارد و ۲۲۰ متر بالاتر از سطح دریا واقع شده‌است.